# Île Tintamarre
Île Tintamarre är en ö i den nordöstra delen av Saint-Martin, cirka 12,5 kilometer nordost om huvudorten Marigot. Arean är 1,2 kvadratkilometer.